# MY Водолея
MY Водолея (лат. MY Aquarii) — одиночная переменная звезда в созвездии Водолея на расстоянии (вычисленном из значения параллакса) приблизительно 10750 световых лет (около 3296 парсеков) от Солнца. Видимая звёздная величина звезды — от +11,7m до +11m.

## Характеристики
MY Водолея — красная пульсирующая полуправильная переменная звезда типа SRB (SRB) спектрального класса M5/6.